# Roebuck-Klasse
Die Roebuck-Klasse war eine Klasse von zwanzig Zweidecker-Kriegsschiffen der britischen Marine. Die Konzeption der Klasse lag in den Händen des Surveyors (etwa Aufsichtsbeamten der Flotte) und Master Shipwright Sir Thomas Slade. Benannt war sie nach dem englischen Erfinder John Roebuck. Die Schiffe trugen 44 Kanonen in zwei Batteriedecks, sowie je zwei zusätzliche an Bug und am Heck. Diese Bewaffnung ermöglichte ein Breitseitengewicht von 285 Pfund. Ursprünglich gebaut für den Einsatz im Amerikanischen Unabhängigkeitskrieg, waren sie teilweise noch lange danach im Einsatz.

## Klassifizierung
Die Royal Navy klassifizierte die Schiffe als „Fifth rate“ ähnlich Fregatten, wurden aber als Linienschiffe eingestuft. Auch wenn diese Schiffe und andere kleine Zweidecker oftmals als Fregatten angesprochen wurden, entsprach dies nicht den Bestimmungen der britischen Admiralität. Diese hatte 1750 verbindliche Vorschriften erlassen, dass Fregatten nur ein Batteriedeck haben und in diesem mit einer Anzahl 28 Geschützen ausgestattet sein durften (siehe Lyme-Klasse). Schiffe dieser geringen Größe waren nicht mehr geeignet in der Linie zu segeln, deshalb wurden sie nur noch als Zweidecker angesprochen. Also im Rang einer Fregatte, gebaut wie ein Linienschiff, aber weder das eine noch das andere. Aber die Verwendung von 18 Pfünder Geschützen machte sie den Fregatten überlegen. Mit der Einführung neuer Fregatten in der französischen Marine die auch 18 Pfünder fahren konnten, blieb für die 44-er nur noch eine Verwendung als Truppentransporter, bewaffneter Frachter, Navy-eigener Schnellfrachter und Konvoier übrig.
Am 30. November 1769 unterzeichnete die Admiralität mit der “Chatham Dockyard” den Vertrag über den Bau des Typschiffes „HMS Roebuck“, dem sieben Jahre nach der Indienststellung Aufträge an verschiedene Werften über 19 weitere Schiffe folgten. Bestimmt waren sie um während des Amerikanischen Unabhängigkeitskrieges in den küstennahen und flachen Gewässern vor der amerikanischen Ostküste zu operieren. Sie waren daher bauartbedingt kleiner als normale Zweidecker und hatten auch weniger Tiefgang als diese.
Im Jahr 1793 standen noch fünf Schiffe auf der Liste der aktiven Kriegsschiffe, weitere zehn wurden als Hospitalschiffe, Truppentransporter oder Lagerschiffe eingesetzt. Bei diesen waren die Kanonen aus dem unteren Batteriedeck entfernt worden. Insgesamt wurden noch während des Krieges gegen das Napoleonische Frankreich einige der Schiffe eingesetzt.

## Einheiten
| Name         | Bauwerft                        | Bestellung         | Kiellegung      | Stapellauf        | Indienststellung   | Verbleib |
| ------------ | ------------------------------- | ------------------ | --------------- | ----------------- | ------------------ | --- |
| Roebuck      | Chatham Dockyard                | 30. November 1769  | Oktober 1770    | 24. April 1774    | 4. August 1775     | Abgebrochen in Sheerness im Juli 1811                                                                                                   |
| Romulus      | Henry Adams, Bucklers Hard      | 14. Mai 1776       | Juli 1776       | 17. Dezember 1777 | 7. April 1778      | Am 19. Februar 1781 in der Chesapeake Bay von einem französischen Verband aufgebracht                                                   |
| Actaeon      | Randall & Co, Rotherhithe       | 3. Juli 1776       | Juli 1776       | 29. Januar 1778   | 17. April 1778     | Am 30. April 1802 auf Abbruch verkauft                                                                                                  |
| Janus        | Robert Batson, Limehouse        | 24. Juli 1776      | 9. August 1776  | 14. Mai 1778      | 11. August 1778    | 1788 in HMS Dromedary umbenannt, Weiterverwendung als Transporter. Im August 1800 vor Trinidad als Wrack aufgegeben.                    |
| Charon (I)   | John Barnard, Harwich           | 9. Oktober 1776    | Januar 1777     | 8. Oktober 1778   | 23. Januar 1779    | Während der Schlacht von Yorktown am 10. Oktober 1781 durch Feuer zerstört                                                              |
| Dolphin      | Chatham Dockyard                | 8. Januar 1777     | 1. Mai 1777     | 10. März 1781     | 11. Mai 1781       | Im Juli 1817 abgebrochen |
| Ulysses      | John Fisher, Liverpool          | 16. April 1777     | 28. Juni 1777   | 14. Juli 1779     | 2. Januar 1780     | Am 11. Januar 1816 auf Abbruch verkauft                                                                                                 |
| Endymion     | Edward Greaves, Limehouse       | 2. Februar 1778    | 18. März 1778   | 28. August 1779   | 5. November 1779   | Am 20. August 1790 bei den Turks-Inseln als Wrack aufgegeben                                                                            |
| Serapis (I)  | Randall & Co, Rotherhithe       | 11. Februar 1778   | 3. Märzh 1778   | 4. März 1779      | 6. Mai 1779        | Am 23. September 1779 von der amerikanischen Fregatte Bonhomme Richard gekapert.                                                        |
| Assurance    | Randall & Co, Rotherhithe       | 20. Mai 1778       | 11. Juni 1778   | 20. April 1780    | 15. Juli 1780      | Im März 1815 abgebrochen |
| Argo         | John Baker & Co, Howden Pans    | 26. Februar 1779   | 18. August 1779 | 8. Juni 1781      | 15. Oktober 1781   | Am 11. Januar 1816 auf Abbruch verkauft                                                                                                 |
| Diomede      | James Martin Hilhouse, Bristol  | 14. August 1779    | März 1780       | 18. Oktober 1781  | 14. März 1782      | Am 2. August 1795 vor Trincomalee als Wrack aufgegeben.                                                                                 |
| Mediator     | Thomas Raymond, Northam         | 3. Dezember 1779   | Juli 1780       | 30. März 1782     | 15. Juni 1782      | 1788 in HMS Camel umbenannt, als Lagerschiff weiterverwendet. Im Dezember 1810 abgebrochen.                                             |
| Resistance   | Edward Greaves, Limehouse       | 29. März 1780      | April 1781      | 11. Juli 1782     | 17. September 1782 | Am 24. Juli 1798 vor Sumatra wahrscheinlich durch Blitzschlag explodiert                                                                |
| Gladiator    | Henry Adams, Bucklers Hard      | 13. Juli 1780      | April 1781      | 20. Januar 1783   | Februar 1783       | Abgebrochen im August 1817 |
| Serapis (II) | James Martin Hillhouse, Bristol | 13. Juli 1780      | Mai 1781        | 7. November 1782  | Dezember 1782      | Am 17. Juli 1826 in Jamaika auf Abbruch verkauft                                                                                        |
| Experiment   | Robert Fabian, East Cowes       | 13. Juli 1780      | Juni 1781       | 27. November 1784 | 11. Januar 1785    | Am 8. September 1836 auf Abbruch verkauft                                                                                               |
| Guardian     | Robert Batson, Limehouse        | 11. August 1780    | Dezember 1780   | 23. März 1784     | 20. Mai 1784       | Vor Kapstadt während eines Sturmes am 12. April 1790 auf Strand geworfen. Am 8. Februar 1791 wurden die Überreste auf Abbruch verkauft. |
| Regulus      | Thomas Raymond, Northam         | 20. Oktober 1780   | Juni 1781       | 10. Februar 1785  | 10. März 1785      | Abgebrochen im März 1816 |
| Charon (II)  | James Martin Hillhouse, Bristol | 19. September 1781 | Mai 1782        | 17. Mai 1783      | 5. Februar 1784    | abgebrochen im Dezember 1805 |

## Technische Beschreibung
Die Klasse war als Batterieschiff mit zwei durchgehenden Geschützdecks konzipiert und eine Länge von 42,67 Metern (Geschützdeck), eine Breite von 11,29 Metern und einen Tiefgang von 4,89 Metern. Sie waren Rahsegler mit drei Masten (Fockmast, Großmast und Kreuzmast). Der Rumpf schloss im Heckbereich mit einem Heckspiegel, in die eine Galerie integriert waren, die in die seitlich angebrachten Seitengalerien mündete. Die ersten fünf Schiffe der Klasse und die spätere Guardian hatten wie die größeren Zweidecker zwei Heckgalerien übereinander, alle anderen jedoch nur ein Fregatten-typisches Heck.
Die Besatzung hatte eine Stärke von 280 bis 300 Mann. Die Bewaffnung der Klasse bestand bei Indienststellung aus 44 Kanonen.
|                  | Unteres Batteriedeck                              | Oberes Batteriedeck     | Backdeck                  | Achterdeck                | Kanonen (Geschossgewicht) |
| ---------------- | ------------------------------------------------- | ----------------------- | ------------------------- | ------------------------- | ------------------------- |
| Design           | 20 × 18-Pfünder                                   | 22 × 9-Pfünder          | 2 × 6-Pfünder             |                           | 44 Kanonen (129,5 kg)     |
| 1793 (Assurance) | 22 × 24-Pfünder-Karronaden                        | 20 × 12-Pfünder-Kanonen | 2 × 24-Pfünder-Karronaden | 4 × 24-Pfünder-Karronaden | 48 Geschütze (206,796 kg) |
| 1808 (Regulus)   | 2 × 12-Pfünder-Kanonen 20 × 24-Pfünder-Karronaden | 24 × 18-Pfünder-Kanonen | 2 × 6-Pfünder-Kanonen     | 4 × 6-Pfünder-Kanonen     | 52 Geschütze (220,401 kg) |